# Mickey Hargitay
Miklós Mickey Hargitay (Budapeste, 6 de janeiro de 1926 - Los Angeles, 14 de setembro de 2006) foi um ator, modelo e fisiculturista americano nascido na Hungria e vencedor do concurso Mister Universo de 1955.
Nascido em Budapeste, Hargitay mudou-se para os Estados Unidos em 1947, onde se tornou cidadão. Ele foi casado com a atriz Jayne Mansfield entre 1958 e 1964 e é pai de quatro filhos, incluindo Mariska Hargitay. Durante o casamento, Hargitay e Mansfield fizeram quatro filmes juntos: Will Success Spoil Rock Hunter? (1957), The Loves of Hercules (1960), Promises! Promises! (1963), e L'Amore Primitivo (1964).
Nas décadas seguintes, a carreira de Hargitay não se limitou aos Estados Unidos, ele também apareceu em algumas produções italianas e atuou no filme do diretor húngaro György Szomjas Mr. Universe, de 1988.
Em 2003, ele fez sua última atuação no episódio Control, de Law & Order, onde atuou ao lado de sua filha, Mariska.
Mickey Hargitay morreu em 14 de setembro de 2006, aos 80 anos, em Los Angeles, vítima de mieloma múltiplo.

## Ligações Externas
Mickey Hargitay no Internet Movie Database